# Lekkoatletyka na Letnich Igrzyskach Olimpijskich Młodzieży 2010 – bieg na 3000 metrów dziewcząt
Bieg na 3000 metrów dziewcząt na Letnich Igrzyskach Olimpijskich Młodzieży 2010 zostanie rozegrany 17 (eliminacje) i 22 sierpnia (finały A i B).

## Rekordy
W tabeli ukazano rekordy poszczególnych kontynentów, rekord świata, rekord świata juniorów oraz najlepszy wynik juniorek młodszych. Dodatkowo przedstawiono najlepsze wyniki (w kategorii seniorek oraz kadetek) w biegu na 3000 metrów kobiet w sezonie 2010 przed rozpoczęciem rywalizacji na igrzyskach olimpijskich młodzieży.
| Rekord świata                                  | Wang Junxia                | 8:06,11 | Pekin   | 13 września 1993 |
| Rekord świata junorów                          | Zola Budd                  | 8:28,83 | Rzym    | 7 września 1985  |
| Liderka list światowych                        | Sentayehu Ejigu            | 8:28,41 | Monako  | 22 lipca 2010    |
| Liderka list światowych kadetek                | Purity Cherotich Rionoripo | 8:56,91 | Moncton | 19 lipca 2010    |
| Najlepszy wynik w kategorii kadetek            | Ma Ningning                | 8:36,45 | Jinan   | 6 czerwca 1993   |
| Rekord Afryki                                  | Edith Masai                | 8:23,23 | Monako  | 19 lipca 2002    |
| Rekord Azji                                    | Wang Junxia                | 8:06,11 | Pekin   | 13 września 1993 |
| Rekord Ameryki Północnej, Środkowej i Karaibów | Mary Slaney                | 8:25,83 | Rzym    | 7 września 1985  |
| Rekord Ameryki Południowej                     | Delirde Maria Bernardi     | 9:02,37 | Linz    | 4 lipca 1994     |
| Rekord Europy                                  | Gabriela Szabó             | 8:21,42 | Monako  | 19 lipca 2002    |
| Rekord Australii i Oceanii                     | Kimberley Smith            | 8:35,31 | Monako  | 25 lipca 2007    |

## Terminarz
| Data        | Godzina |            |
| ----------- | ------- | ---------- |
| 17 sierpnia | 09.20   | Eliminacje |
| 22 sierpnia | 20:05   | Finał      |

## Rezultaty
| WR - rekord świata \| CR - rekord mistrzostw \| NR - rekord kraju \| AR - rekord kontynentu                    |
| SB - najlepszy wynik w sezonie \| WL - najlepszy tegoroczny wynik na listach światowych \| PB - rekord życiowy |

### Kwalifikacje
Do zawodów przystąpiło 20 zawodniczek z 20 krajów. Do finału A awansowało 10 zawodniczek reszta wystąpi w finale B.
| Poz. | Zawodniczka             | Reprezentacja     | Rezultat | Uwagi |
| ---- | ----------------------- | ----------------- | -------- | ----- |
| 1    | Gladys Chesir           | Kenia             | 9:25.44  | QA PB |
| 2    | Moe Kyuma               | Japonia           | 9:35.33  | QA    |
| 3    | Monica Florea           | Rumunia           | 9:39.00  | QA PB |
| 4    | Samrawit Mengisteab     | Erytrea           | 9:43.25  | QA    |
| 5    | Aikaterini Berdousi     | Grecja            | 9:44.73  | QA PB |
| 6    | Sithulisiwe Zhou        | Zimbabwe          | 9:45.76  | QA PB |
| 7    | Nina Sawina             | Białoruś          | 9:48.45  | QA    |
| 8    | Yong Sim Ko             | Korea Północna    | 9:59.35  | QA PB |
| 9    | Ndapandula Nghinaunye   | Namibia           | 10:04.53 | QA    |
| 10   | Valentine Merchese      | Włochy            | 10:06.08 | QA    |
| 11   | Anna-Lisa Uttley        | Nowa Zelandia     | 10:07.69 | QB    |
| 12   | Gabrielle Edwards       | Kanada            | 10:18.59 | QB    |
| 13   | Neema Emanuel Sule      | Tanzania          | 10:29.07 | QB    |
| 14   | Bishwa Rupa Budha       | Nepal             | 10:41.42 | QB PB |
| 15   | Kenryca Shenika Francis | Antigua i Barbuda | 11:07.12 | QB    |
|      | Zourha Ali              | Dżibuti           | DNF      | QB    |
|      | Devote Inamahoro        | Burundi           | DQ       | QB    |
|      | Charo Inga              | Peru              | DQ       | QB    |
|      | Mpho Cecilia Moeti      | Lesotho           | DQ       | QB    |
|      | Jacqueline Murekatete   | Rwanda            | DQ       | QB    |

### Finały
Finał B
| Poz. | Zawodniczka             | Reprezentacja     | Rezultat | Uwagi |
| ---- | ----------------------- | ----------------- | -------- | ----- |
| 1    | Jacqueline Murekatete   | Rwanda            | 9:55.83  |       |
| 2    | Anna-Lisa Uttley        | Nowa Zelandia     | 10:07.63 |       |
| 3    | Devote Inamahoro        | Burundi           | 10:15.49 |       |
| 4    | Neema Emanuel Sule      | Tanzania          | 10:22.73 |       |
| 5    | Gabrielle Edwards       | Kanada            | 10:32.66 |       |
| 6    | Mpho Cecilia Moeti      | Lesotho           | 10:45.40 | PB    |
| 7    | Kenryca Shenika Francis | Antigua i Barbuda | 11:11.11 |       |
|      | Zourha Ali              | Dżibuti           | DNS      |       |
|      | Bishwa Rupa Budha       | Nepal             | DNS      |       |
|      | Charo Inga              | Peru              | DNS      |       |

Finał A
| Poz. | Zawodniczka           | Reprezentacja  | Rezultat | Uwagi |
| ---- | --------------------- | -------------- | -------- | ----- |
|      | Gladys Chesir         | Kenia          | 9:13.58  | PB    |
|      | Moe Kyuma             | Japonia        | 9:23.70  |       |
|      | Samrawit Mengisteab   | Erytrea        | 9:33.53  |       |
| 4    | Aikaterini Berdousi   | Grecja         | 9:37.56  | PB    |
| 5    | Monica Florea         | Rumunia        | 9:38.64  | PB    |
| 6    | Nina Sawina           | Białoruś       | 9:50.04  |       |
| 7    | Sithulisiwe Zhou      | Zimbabwe       | 9:53.88  |       |
| 8    | Ndapandula Nghinaunye | Namibia        | 10:08.62 |       |
| 9    | Valentine Merchese    | Włochy         | 10:11.18 |       |
| 10   | Yong Sim Ko           | Korea Północna | 10:20.44 |       |